# Trygodes viridiplena
Trygodes viridiplena là một loài bướm đêm trong họ Geometridae.